# 鳥伏信号場
鳥伏信号場（「とりうしんごうじょう」あるいは「とりふしんごうじょう」）は、かつて北海道虻田郡豊浦村にあった、運輸通信省/運輸省鉄道総局（国有鉄道）室蘭本線の信号場である。

## 歴史
太平洋戦争の末期に戦時輸送力増強のための交換設備として設けられたが、わずか7か月程の運用で役目を終えた。

### 年表
- 1945年（昭和20年）
  - 4月20日：運輸通信省鉄道総局 室蘭本線の鳥伏信号場として開設[2]。
  - 12月1日：休止[2]。
- 1947年（昭和22年）11月1日：廃止[2]。

## 構造
1線スルーのスイッチバック式交換形で、小幌側の礼文華山トンネルに向かって10パーミルの上り勾配に設けられており、交換用側線の礼文側が本線から離れて、ほぼ水平の加速線となっている。設置状況も併せて豊住信号場を180度ひっくり返した形をしている。

## 周辺
周辺は山林地帯。
- 豊浦町森林公園
- 国道37号

## 隣の駅
運輸通信省鉄道総局/運輸省鉄道総局（国有鉄道）
室蘭本線
小幌駅 - （鳥伏信号場） - 礼文駅